# Partido Republicano Riograndense
El Partido Republicano Riograndense (PRR) fue un partido político de inspiración republicana en el estado brasileño de Río Grande del Sur.

## Historia
Fue fundado el 23 de febrero de 1882 por destacados partidarios gaúchos del sistema republicano, entre ellos Venâncio de Oliveira Aires, Júlio de Castilhos, José Gomes Pinheiro Machado, Demétrio Ribeiro, Alcides Lima, Apolinário Porto-Alegre, Ramiro Barcelos, Joaquim Francisco de Assis Brasil, José Pedro Alves y João Cezimbra Jacques.
El Partido Republicano Riograndense era de orientación positivista y se caracterizaba por la valorización del orden social, la preocupación sobre la seguridad del Estado y del individuo respecto a la obtención del bien público y por la conciencia de ser portadores de una misión social de «regenerar la sociedad». El estado debería colocarse por encima de las clases sociales, administrando conflictos, sin pertenecer a ninguna clase o grupo de interés. Su gran líder intelectual fue 
Júlio de Castilhos.
Una corriente específica formó el «castilhismo», que dominó la política gaúcha ininterrumpidamente entre 1893 y 1937. Júlio de Castilhos, Borges de Medeiros, Carlos Barbosa Gonçalves, Getúlio Vargas y José Antônio Flores da Cunha se sucedieron en el gobierno estatal durante ese período. Recibieron el sobrenombre de «chimangos», al igual que los gobernistas de Río Grande del Sur desde el segundo reinado. Sus principales adversarios fueron los maragatos, del Partido Federalista de Río Grande del Sur de Gaspar da Silveira Martins y Joaquim Francisco de Assis Brasil (antiguo miembro del PRR), contra los cuales lucharon en la Revolución Federalista y en la Revolución de 1923.

## Partidarios famosos
- Júlio Prates de Castilhos
- Venâncio Aires
- Pinheiro Machado
- Borges de Medeiros
- Carlos Barbosa Gonçalves
- Augusto Pestana
- José Montaury
- Getúlio Vargas
- José Antônio Flores da Cunha
- Osvaldo Aranha
- Joaquim Francisco de Assis Brasil
- Augusto Simões Lopes
- João Cezimbra Jacques